# Вещезерский, Георгий Александрович
Георгий Александрович Вещезерский (18 января 1897, Прасныш, ныне Мазовецкое воеводство, Польша — 28 сентября 1971, Ленинград) — советский военный деятель, Генерал-майор (1943 год).

## Начальная биография
Георгий Александрович Вещезерский родился 18 января 1897 года в городе Прасныш ныне Мазовецкого воеводства Польши.

## Военная служба

### Первая мировая и гражданская войны
В 1914 году был призван в ряды Русской императорской армии. В 1915 году закончил Павловское военное училище.
В чине штабс-капитана принимал участие в боевых действиях на Западном фронте Первой мировой войны.
С января 1918 года служил в рядах РККА и был назначен на должность начальника пулемётной команды 435-го пехотного полка. В этой должности Вещезерский принимал участие в подавлении восстания Донского казачества под руководством генерала А. М. Каледина.
В марте 1918 года был назначен на должность начальника пулемётной команды 1-го стрелкового полка в Петрограде, в июне — на должность делопроизводителя, а затем — на должность казначея Гатчинского райвоенкомата, а в августе 1920 года — на должность командира взвода и помощника командира роты 1-го запасного стрелкового полка Московского военного округа.

### Межвоенное время
С ноября 1920 года Вещезерский служил в должности для поручений 7-й армии. В декабре был назначен на должность делопроизводителя штаба Петроградского военного округа, в апреле 1921 года — на должность командира взвода 1-й рабочей бригады Северной области, в сентябре — на должность помощника начальника штаба 6-й трудовой бригады по административной части.
В ноябре 1921 года Вещезерский был направлен на учёбу в Высшую военно-педагогическую школу, по окончании которой в ноябре 1922 года был назначен на должность командира взвода и помощника командира роты 5-х Петроградских пехотных курсов. С июля 1923 года служил в 11-й стрелковой дивизии Ленинградского военного округа на должностях помощника командира и командира роты, начальника полковой школы 32-го стрелкового полка, командира батальона и начальника штаба 33-го стрелкового полка.
По окончании курсов при Военной академии имени М. В. Фрунзе в ноябре 1930 года был назначен на должность помощника начальника отдела боевой подготовки штаба Ленинградского военного округа, в декабре 1936 года — на должность командира 160-го стрелкового полка этого же округа. В этой должности участвовал в советско-финской войне.
В августе 1940 года был назначен на должность начальника пехоты 8-й армии Прибалтийского военного округа, а в октябре 1940 года — на должность старшего помощника инспектора пехоты Ленинградского военного округа.

### Великая Отечественная война
9 июля 1941 года Георгий Александрович Вещезерский был назначен на должность командира 52-й стрелковой дивизии, отличившейся в сражениях на мурманском направлении. С декабря 1941 года командовал командующий Мурманской и Массельгской группами войск. В марте 1942 года был назначен на должность заместителя командующего 32-й армией Карельского фронта.
В декабре 1942 года был направлен на ускоренный курс Высшей военной академии имени К. Е. Ворошилова, по окончании которого со 2 по 9 июля 1943 года Вещезерский временно командовал 53-м стрелковым корпусом (11-я армия, резерв ВГК). С августа того же года исполнял должность представителя Маршала Советского Союза Г. К. Жукова при 63-й армии Брянского фронта, прорвавшей оборону противника южнее города Волхов, а затем при 53-й армии Степного фронта во время прорыва обороны противника севернее города Белгород.
С сентября 1943 по январь 1945 года был заместителем командира 48-го стрелкового корпуса. В апреле 1945 года был назначен на должность начальника отдела боевой подготовки штаба Приволжского военного округа.

### Послевоенная карьера
В октябре 1945 года был назначен на должность заместителя начальника кафедры в Военно-транспортной академии имени Л. М. Кагановича, с февраля 1946 года исполнял должность начальника Управления боевой подготовки штаба Ленинградского военного округа. В сентябре 1947 года был назначен на должность начальника военной кафедры Ленинградского театрального института, а в январе 1948 года — на должность заместителя начальника кафедры тактики Военно-транспортной академии имени Л. М. Кагановича.
В марте 1956 года генерал-майор Георгий Александрович Вещезерский вышел в запас. Умер 28 сентября 1971 года в Ленинграде.

## Награды
- Два ордена Ленина (26.01.1940, 21.02.1945);
- Три ордена Красного Знамени (11.01.1944, 03.11.1944, 24.06.1948);
- Орден Отечественной войны 1 степени (15.09.1944);
- Медали.